# Graham Bonnet
Graham Bonnet (Skegness, 23 december 1947) is een Britse singer-songwriter en muzikant.

## Carrière
Bonnet had zijn eerste hitsingle in de Britse singlehitlijst met het duo The Marbles in 1968 met de single Only One Woman (#5) bij Polydor. Deze en het navolgende The Walls Fell Down werden geschreven door Barry, Robin en Maurice Gibb van The Bee Gees, die in Australië hadden opgenomen met zijn partner bij The Marbles, Trevor Gordon.
Bonnet stopte daarna om reclame-jingles te maken. Hij acteerde in 1974 in de Britse komediefilm Three For All als leadzanger van de fictieve band Billy Beethoven samen met meerdere bekende komedie-persoonlijkheden en zijn toenmalige partner Adrienne Post, hoewel zijn inbreng slechts bestond uit twee woorden.
In 1977 bracht hij een gelijknamig album uit, dat met goud werd bedeeld in Australië. De single It's All Over Now, Baby Blue, een coverversie van de Bob Dylan-song, haalde in 1977 de top 5 in Australië en het daaropvolgende jaar bereikte de single Warm Ride, geschreven door The Bee Gees en een overblijfsel van de Saturday Night Fever sessies, de toppositie aldaar.

### Rainbow
In 1979 werd Bonnet benaderd door de Britse glamrockband The Sweet om Brian Connolly te vervangen. Hij werd echter gekozen door Ritchie Blackmore om Ronnie James Dio te vervangen als zanger van de hardrockband Rainbow. Dit was iets als een muzikaal afscheid voor Bonnet, die zichzelf altijd al had gezien als r&b-zanger. Bonnet zou later erkenning krijgen tijdens zijn periode bij Rainbow en zijn samenwerking met Blackmore in het bijzonder, zoals het fundamenteel wijzigen van zijn muzikale visie met focus op een meer hardrockstijl. Hij zong op de lp Down to Earth, dat zijn meest succesvolle album zou worden. Deze bevatte de twee hitsingles Since You've Been Gone (1979) en All Night Long (1980). Tijdens Bonnets tijd bij de band, haalde Rainbow ook de krantenkoppen met het aangekondigde Monsters of Rock-festival in het Donington Park.
Bonnets tijd bij Rainbow was van korte duur en hij verliet de band om zijn solocarrière te hervatten. Hij bracht het album Line-Up (1981) uit, gestuurd door producent John Eden. Het album had een aanzienlijk meer op rock gebaseerde sound dan zijn vorige solo-opnamen, alhoewel met behoud van enkele van zijn eerdere r&b-invloeden. Voor de opnamen van Line-Up contracteerde Bonnet meerdere bekende rockmuzikanten, waaronder gitarist Micky Moody (Whitesnake), drummer Cozy Powell (Rainbow), keyboarder Jon Lord (Whitesnake) en Francis Rossi en Rick Parfitt (Status Quo). Het album haalde de Britse albumhitlijst (#62). De single Night Games (#6) van dit album en de navolgende single Liar (#51) haalden de Britse singlehitlijst. Rond deze tijd zong Bonnet de song These Eyes in een reclamefilmpje voor Levi's jeans, echter deze versie werd nooit uitgebracht.

### The Michael Schenker Group
In verleiding gebracht door een aanbod van de ex-UFO-gitarist Michael Schenker, ging Bonnet verder met zijn ontwikkeling naar een hardere muziekstijl en vervoegde hij zich bij de Michael Schenker Group voor het album Assault Attack. Hij werd echter uit de band gezet na een singleconcert in Sheffield Polytechnic (nu Sheffield Hallam University) wegens dronkenschap op het podium.

### Alcatrazz
Nauwelijks ontslagen bij de Michael Schenker Group, besloot Bonnet om zijn eigen band te formeren. In 1983 richtte hij Alcatrazz op met Gary Shea (basgitaar), Jimmy Waldo (keyboards, ex New England) Jan Uvena (drums, ex-Alice Cooper) en de Zweed Yngwie Malmsteen (gitaar). Het debuutalbum No Parole from Rock n' Roll bevatte een uitgesproken heavy-metalgeluid, door Bonnet omschreven als 'het meest heavy materiaal dat hij ooit had opgenomen'. De band genoot van het gematigde succes in de Verenigde Staten en het aanzienlijke succes in Japan.
De band bracht de drie studioalbums No Parole from Rock n' roll, Disturbing the Peace (met gitarist Steve Vai als vervanger van Malmsteen) en Dangerous Games (met gitarist Danny Johnson) uit. De band bracht ook het livealbum Live Sentence uit met materiaal van Yngwie Malmsteens periode bij de band. Voor de lp Dangerous Games nam Alcatrazz een nieuwe versie op van Bonnets hitsong Only One Woman van zijn eerste band The Marbles. In 1987 trad Alcatrazz op in de tweede serie van het BBC tv-programma Rock School, waarin Bonnet zangtips verstrekte. Het programma toonde ook clips van Alcatrazz tijdens een repetitie. Later tijdens het jaar werd Alcatrazz ontbonden en keerde Bonnet terug naar zijn solocarrière. In 2009 formeerde Bonnet Alcatrazz opnieuw met drie nieuwe muzikanten. Bonnet had niet overlegd met zijn vorige bandmaten Shea, Uvena en Waldo over de heroprichting en als reactie hierop herformeerden ze ook een andere versie van Alcatrazz. Beide bands hebben officiële pagina's op MySpace.com.

### Verdere carrière
Jaren 1980
Bonnets Alcatrazz-projecten waren allen van korte duur en omvatten Blackthornes (werkend met ex-Balance-gitarist Bob Kulick, broer van Kiss-gitarist Bruce Kulick), achtergrondzang voor het album Future World van de  Deense heavy metalband Pretty Maids en talrijk sessiewerk voor Forcefield, optredens in To Oz and Back en Let The Wild Run Free. In 1988 vervoegde Bonnet zich bij Impellitteri voor hun album Stand in Line.
Jaren 1990
Tijdens een optreden in de muzikale aanpassing van Wind in the Willows van Eddie Hardin en Pete York, live uitgevoerd in Duitsland in 1991, zong Bonnet zes songs naast medemuzikanten als John Lord, Don Airey, Ray Fenwick en anderen. Fenwick en Airey waren ook vertegenwoordigd op Bonnets soloalbum Here Comes the Night, dat zowel diverse covers bevatte alsook songs, toegeschreven aan zijn toenmalige vrouw Jo Eime en een andere nieuwe versie van The Marbles-song Only One Woman.
In 1997 bracht hij het soloalbum Underground uit, dat hem hielp om zich te bewijzen bij zijn fanschare in Japan. In 1999 bracht hij The Day I Went Mad uit met gitarist Slash (ex-Guns N' Roses), gitarist Vivian Campbell (Def Leppard), Bruce Kulick en gitarist Mario Parga. 
Jaren 2000
Bonnet deed de leadzang bij het album Heavy Metal Anthem (2000) van de Japanse heavy-metalband Anthem, dat herbewerkingen had van klassieke Anthem-nummers. 
Bonnet vervoegde zich in 2000 weer bij Impellitteri voor hun album System X. Ondertussen werd zijn Japanse soloalbum uit 1999 uitgebracht in het Verenigd Koninkrijk in september 2001. Eind 2001 ging Bonnet op tournee in het Verenigd Koninkrijk. Zijn band bestond uit Don Airey, Chris Childs (basgitaar) en Gary James (drums, ex-Thunder) en Dario Mollo (gitaar). 
Begin 2004 vervoegde Bonnet zich bij het nieuwe project Elektric Zoo van de Italiaan Dario Mollo en toerde hij gedurende april door Europa. De zanger nam ook deel aan Matteo Filippini's project Moonstone met het nummer Not Dead Yet.
In 2006 deed Bonnet de zang op het album Welcome to America van The Taz Taylor Band. In 2007 toerde de band door het Verenigd Koninkrijk en in 2008 door Europa. Hij trad ook op in de Countdown Spectacular concertreeks in Australië tussen augustus en september 2007. Hij zong de twee songs Warm Ride en It's All Over Now, Baby Blue. 
Een perspublicatie in november 2008 vermeldde dat Bonnet de zang zou doen voor een highlight-cd met het metal opera-project Lyraka. Het album Lyraka Volume 1 werd uitgebracht op 2 november 2010. Er werd op 17 november 2010 bekendgemaakt dat Bonnet ook werd vermeld op Lyraka Volume 2.
Bonnet verbleef in Los Angeles, van waaruit hij intensief verder ging met opnemen en toeren. Hij toerde door het Verenigd Koninkrijk met de Rainbow-tributeband Catch the Rainbow in maart 2014. Hij werkte mee bij het project Stardust Reverie, een superband met Zak Stevens, Lynn Meredith en anderen. Hun eerste album Ancient Rites of the Moon werd uitgebracht in april 2014. Hij werkte aan het nieuwe Stardust Reverie-album gepland voor 2015.
In 2015 formeerde Bonnet The Graham Bonnet Band en toerde door het Verenigd Koninkrijk en Europa. Hij speelde songs uit zijn carrière met Rainbow en Alcatrazz. De band bracht een ep uit met de twee nummers My Kingdom Come, geschreven door Russ Ballard, en gepromoot werk op een nieuw studioalbum om te worden opgenomen met nieuwe composities en een bonus-disc, samengesteld met heropnamen van een aantal songs uit Bonnets carrière. De laatste bezetting van The Graham Bonnet Band is Graham Bonnet (zang), Conrado Pesinato (gitaar), Beth-Ami Heavenstone (basgitaar) en Mark Zonder (drums, ex Fates Warning). De band zou weer beginnen met toeren omstreeks eind 2016.
In november 2016 bracht The Graham Bonnet Band hun debuutalbum The Book uit. De recensies waren positief en de website Real Gone noemde het album verrassend goed en verklaarde ook dat sommige nummers op enige afstand de verwachtingen overstegen.
In 2016 vervoegde Bonnet zich bij Michael Schenker en voormalige mede-zangers van MSG, Gary Barden en Robin McAuley in Michael Schenker Fest, aanvankelijk voor een tournee door Japan. Dit resulteerde in de cd/dvd Live – Tokyo International Forum Hall A. Latere tournees in Europa en Japan volgden. In 2017, met de toevoeging van Temple of Rock-zanger Doogie White, nam Michael Schenker Fest het album Resurrection op met zang-aandelen van alle vier de zangers. Deze bezetting toerde door de Verenigde Staten en Europa in 2018.

## Discografie

### Singles
- 1968:	Only One Woman / By the Light of a Burning Candle (met The Marbles) (Polydor)
- 1969:	The Walls Fell Down / Love You (met The Marbles) (Polydor)
- 1969: Breaking Up Is Hard to Do / I Can't See Nobody (met The Marbles) (Polydor)
- 1972:	Whisper in the Night / Rare Specimen  (RCA Records)
- 1973:	Trying to Say Goodbye / Castles in the Air (RCA Records)
- 1973:	Dog Song / Express Yourself (met Adrienne Posta) (DJM Records)
- 1974:	Back Row in the Stalls / Ghost Writer in My Eye (DJM Records)
- 1975:	Dreams (Out in the Forest) / We're Free (met Billy Beethoven) (DJM Records)
- 1977:	It's All Over Now, Baby Blue / Heroes on My Picture Wall (Ring O'Records)
- 1977:	Danny / Rock Island Line (Ring O'Records)
- 1977:	Goodnight and Goodmorning / Wino Song (Ring O'Records)
- 1978:	Warm Ride (korte versie) / Warm Ride (lange versie) (Ring O'Records)
- 1978:	Warm Ride (korte versie) / 10/12 Observation (Ring O'Records)
- 1979:	Since You Been Gone / Bad Girl (met Rainbow) (Polydor)
- 1980:	All Night Long / Weiss Heim (met Rainbow) (Polydor)
- 1981:	Night Games / Out on the Water (Vertigo Records)
- 1981: Liar / Bad Days Are Gone (Vertigo Records)
- 1981: That's the Way That It Is / Don't Tell Me to Go (Vertigo Records)
- 1982:	Dancer / Girl from Uptown" (met The Michael Schenker Group) (Chrysalis Records)
- 1983:	Island in the Sun (met Alcatrazz) (Rocshire Records)
- 1985:	God Blessed Video / Wire and Wood (met Alcatrazz) (Capitol Records)
- 2015:	My Kingdom Come (met The Graham Bonnet Band) (Graham Bonnet Music)

### Albums
- 1970: The Marbles (met The Marbles) (Polydor)
- 1975: Three for All (vier nummers als Billy Beethoven) (soundtrack) (DJM Records)
- 1977: Graham Bonnet (Ring O'Records/Mercury Records)
- 1978: No Bad Habits (Mercury Records)
- 1979: Down to Earth (met Rainbow) (Polydor)
- 1981: Line-Up (Vertigo Records)
- 1982: Assault Attack (met The Michael Schenker Group) (Chrysalis Records)
- 1983: No Parole from Rock 'n' Roll (met Alcatrazz) (Rocshire Records)
- 1985: Disturbing the Peace (met Alcatrazz) (Capitol Records)
- 1986: Dangerous Games (met Alcatrazz) (Capitol Records)
- 1988: Stand In Line (met Impellitteri) (Relativity Records)
- 1989: Forcefield III: To Oz and Back (met Forcefield) (President Records)
- 1990: Forcefield IV: Let the Wild Run Free (met Forcefield) (President Records)
- 1991: Here Comes the Night (President Records)
- 1993: Afterlife (met Blackthorne) (CMC International)
- 1997: Underground (Victor)
- 1999: The Day I Went Mad (Escape Music)
- 2000: Heavy Metal Anthem (met Anthem) (JVC Records)
- 2002: System X (met Impellitteri) (SPV Records)
- 2006: Welcome to America! (met The Taz Taylor Band) (Escape Music)
- 2015: Private-I – The Archives Vol. 1 (Recorded 1975) (alleen digitale download) (Graham Bonnet)
- 2016: Blackthorne II – Don't Kill the Thrill (Deluxe Edition) (met Blackthorne) (Cherry Red Records)
- 1975: Back Row in the Stalls (Private-I Expanded Edition, cd publicatie) (Cherry Red Records)
- 2016: The Book (2-CD Set) (met The Graham Bonnet Band) (Frontiers Music)
- 2017: Feeding the Beast (met Ezoo) (earMusic)
- 2018: Resurrection (Track 2, 4, 6 & 12) (The Michael Schenker Fest) (Nuclear Blast)
- 2018: Reel To Real: The Archives 1987-1992 (3-CD Box) (Cherry Red Records)
- 2018: Meanwhile.Back In The Garage (2-CD Set) (met The Graham Bonnet Band) (Frontiers Music)

### Livealbums
- 1984:	Live Sentence (Polydor)
- 2010:	Live '83 (met Alcatrazz) (Deadline Music)
- 2010:	No Parole from Rock 'n' Roll Tour Live in Japan (met Alcatrazz) (Ward Records)
- 2010:	Disturbing the Peace Tour Live in Japan (met Alcatrazz) (Ward Records)
- 2015: Down to Earth Tour 1979 (met Rainbow) (Purple Pyramid Records)
- 2015:	Escape from Alcatrazz : Alive in Japan (alleen digitale download) (met The Graham Bonnet Band) (Graham Bonnet Music)
- 2016:	Monsters of Rock – Live at Donington 1980 (cd & dvd) (met Rainbow) (Edel Records)
- 2016:	Frontiers Rock Festival 2016 – Live... Here Comes the Night (DVD & CD) (met The Graham Bonnet Band) (Frontiers Music)
- 2016:	Live - Tokyo International Forum Hall A (Track 9, 10, 11 en 18) (met The Michael Schenker Fest) (in-akustik)
- 2017: Parole Denied - Tokyo 2017 (met Alcatrazz) ((Frontiers Music))
- 2018: Live In Japan 1984 - Complete Edition (met Alcatrazz) (Ear Music)

### Compilaties
- 1979: Can't Complain (mix van nummers van de vorige twee albums) (Graham Bonnet) (Mercury Records)
- 1980: Rock Legends: Graham Bonnet (Mercury Records)
- 1986: Finyl Vinyl (Rainbow) (Polydor)
- 1990: The Rock Singer's Anthology (Graham Bonnet) (Polygram)
- 1994: Marble-ized (The Marbles) (Polydor)
- 1997: The Very Best of Rainbow (Rainbow) (Polydor)
- 1998: The Best of Alcatrazz (Alcatrazz) (Renaissance Records)
- 2002: The Very Best of Impellitteri: Faster Than the Speed of Light (Impellitteri) (Seoul Records)
- 2003: The Marbles (The Marbles) (Repertoire Records)
- 2008: The Best of the Michael Schenker Group 1980–1984 (The Michael Schenker Group) (EMI Records)
- 2015: A Light in the Black (Rainbow) (Polydor)
- 2016: The Ultimate Fortress Rock Set (box) (Alcatrazz) (Store For Music)
- 2016: Graham Bonnet / No Bad Habits (2cd Expanded Deluxe Edition) (Graham Bonnet) (Cherry Red Records)
- 2017: Anthology 1968-2017 (2cd/1dvd boxset) (Graham Bonnet) (Cherry Red Records)
- 2017: Flying Not Falling 1991-1999 (3-cd box) (Graham Bonnet) (Cherry Red Records)

### Film- en televisie-optredens
- 1975: Three for All (vertolker)
- 1980: Rainbow – Monsters of Rock, Donington '80 (vertolker)
- 1985: Rainbow – The Final Cut (vertolker)
- 2003: Wind in the Willows – A Rock Concert '91 (vertolker)
- 2006: Rainbow – In Their Own Words (geïnterviewde)
- 2006: Heavy Metal – Louder than Life (geïnterviewde)
- 2015: The Ritchie Blackmore Story (geïnterviewde)

- Biblioteca Nacional de España: XX1768892
- Gemeinsame Normdatei: 134706625
- International Standard Name Identifier: 0000 0000 5697 9247
- Library of Congress Control Number: no2006062461
- MusicBrainz: e09e91de-c19f-4e7e-b431-8e9e0af1fc57
- Virtual International Authority File: 41145971589532332789